# TT62
TT62 (Theban Tomb 62) è la sigla che identifica una delle Tombe dei Nobili ubicate nell’area della cosiddetta Necropoli Tebana, sulla sponda occidentale del Nilo dinanzi alla città di Luxor, in Egitto. Destinata a sepolture di nobili e funzionari connessi alle case regnanti, specie del Nuovo Regno, l'area venne sfruttata, come necropoli, fin dall'Antico Regno e, successivamente, sino al periodo Saitico (con la XXVI dinastia) e Tolemaico.

## Titolare
TT62 Era la tomba di:
| Titolare      | Titolo                          | Necropoli           | Dinastia/Periodo                | Note                                           |
| ------------- | ------------------------------- | ------------------- | ------------------------------- | ---------------------------------------------- |
| Amenemweskhet | Supervisore del gabinetto reale | Sheikh Abd el-Qurna | XVIII dinastia (Thutmosi III ?) | versante nord-est della collina, sopra la TT65 |

## La tomba
Ad un breve corridoio di accesso segue una camera trasversale (come tipico delle tombe di questo periodo) in cui, in poche risultanze di dipinti parietali, sono riportati testi e titoli del titolare. Segue una piccola camera ortogonale alla precedente sulle cui pareti è rappresentata la processione funebre verso la Dea dell'Occidente (Hathor) e riti sulla mummia. Sul soffitto, nomi e titoli del defunto.

### Annotazioni
1. ↑  La prima numerazione delle tombe, dalla numero 1 alla 253, risale al 1913 con l’edizione del "Topographical Catalogue of the Private Tombs of Thebes" di Alan Gardiner e Arthur Weigall. Le tombe erano numerate in ordine di scoperta e non geografico; ugualmente in ordine cronologico di scoperta sono le tombe dalla 253 in poi.
2. ↑  I campi della Duat, ovvero l'aldilà egizio, si trovavano, secondo le credenze, proprio sulla riva occidentale del grande fiume.
3. ↑  Nella sua epoca di utilizzo, l'area era nota come "Quella di fronte al suo Signore" (con riferimento alla riva orientale, dove si trovavano le strutture dei Palazzi di residenza dei re e i templi dei principali dei) o, più semplicemente, "Occidente di Tebe".
4. ↑  le Tombe dei Nobili, benché raggruppate in un'unica area, sono di fatto distribuite su più necropoli distinte.
5. ↑  Le note, sovente di inquadramento topografico della tomba, sono tratte dal "Topographical Catalogue" di Gardiner e Weigall, ed. 1913 e fanno perciò riferimento alla situazione dell'epoca.

### Fonti
1. ↑  Gardiner e Weigall 1913.
2. ↑  Donadoni 1999,  p. 115.
3. ↑  Gardiner e Weigall 1913, pp. 22-23.
4. ↑  Porter e Moss 1927,  p. 125.